# Het spookschip De Vliegende Hollander
Het spookschip De Vliegende Hollander (oorspronkelijke Engelse titel: The Phantom Ship) is een gothic novel van Frederick Marryat uit 1837-1839. Het boek verscheen eerst als feuilleton in het maandblad The New Monthly Magazine en in 1839 als boek. Een Nederlandse vertaling verscheen in diezelfde periode, 1838-1839.

## Samenvatting
In het midden van de 17e eeuw stond aan de rand van het stadje Terneuzen een huis dat ooit mooi, duur en goed onderhouden was, maar helemaal in verval is geraakt. Door het keukenraampje waren twee mensen te zien, een vrouw van rond de 40 jaar en een jongeman van ongeveer 20 jaar. De vrouw, Catharina, viel flauw en Philip van der Decken haalde snel dokter Poots, een gierig mannetje, erbij. Philip kreeg een drankje voor zijn moeder. Toen ze weer bijkwam legde ze uit dat de woonkamer, die al jaren dicht was, dicht moest blijven ook al overleefde zij de ziekte niet. Ze vertelde verder dat zij, op een dag toen zij zomaar zonder reden tot 12 uur 's nachts in de woonkamer bleef zitten, de lampen uit en aan zag gaan, de ramen open zag gaan en een koude wind voelde. Haar man Willem van der Decken, van wie ze dacht dat hij nog op zee voer, vloog als een geest door het raam naar binnen en vertelde dat hij na slechte tijden op zee tegen God begon te schelden en de stuurman overboord had gegooid. Hij hoorde een stem die zei dat hij verdoemd was en over de zee zou moeten dwalen tot 'de dag des oordeels’. De geest liet een brief op de tafel vallen en vloog weg. Catharina was meteen weggerend en zette een groot slot op de deur. Catharina stopte met praten, sloot haar ogen en overleed.
Philip bleef bij haar zitten huilen tot hij in slaap viel. De volgende dag haalde hij het slot van de woonkamer en maakte hem open. Alles was zoals het eerst ook nog was, ook de brief lag nog op tafel. De geldkist van zijn vader met 11.000 gulden was er ook nog. Philip las de brief aan zijn moeder en zag dat hij degene was die zijn vader kon redden door hem zijn sieraad te laten kussen waarbij hij zijn fatale eed heeft gezworen.
Philip vatte het niet meer, ging wandelen en viel op het gras in slaap, totdat hij twee mensen hoorde zeggen dat zij het huis van Poots gingen overvallen. Maar dat maakte Philip niet uit, die Poots had het sieraad van de hals van Catharina gestolen. Philip rende naar het afgelegen huis van Poots en vroeg zijn sieraad terug. Er werd niet geopend en Philip kwam op het idee om de berg hooi naast het huis te laten branden. De vlammen sloegen over op de dikke eikenhouten deur. Opeens kwam het hoofd van een mooi meisje van zestien uit het raam. Philip doofde meteen de vlammen. Hij wilde niet dat er een onschuldige verbrandde. Het meisje, Amina, gaf het sieraad terug en Philip vertelde het verhaal over de overval. Hij werd binnen gelaten en kreeg een pistool. Ze moesten de criminelen neerschieten omdat ze niet weg wilden gaan. De criminelen hadden de deur gesloopt om binnen te komen. Niet lang daarna kwam dokter Poots thuis. Philip legde alles uit en ging naar huis. De volgende dag ging Philip naar de haven om te vragen of hij mee mocht als bemanning voor het schip de ‘’Terschelling’’. Toen hij zei dat hij ervoor wilde betalen mocht hij mee. Na een paar maanden kwam de loods van het schip naar Philip toe om de datum en zijn baan op het schip te vertellen. Philip merkte dat de man, Schriften, in zijn buurt alles koud scheen te maken. Philip was al een tijdje getrouwd met Amina en die woonde met haar vader in Philip`s huis omdat het huis van Poots niet meer veilig was voor een rijke dokter.
Philip had afgesproken dat als hij dood zou gaan op het schip dat Amina al het geld van hem kreeg. Philip maakte zijn eerste tocht en toen hij thuis kwam met pater Matthias die geen huis had en bij Philip mocht logeren werd Philip ziek, hij had een lichte koorts en moest van dokter Poots een drankje opdrinken. Amina vertrouwde Poots niet en maakte zelf een drankje voor Philip. Philip was de volgende dag alweer genezen maar in de middag was dokter Poots nog niet uit bed. Amina ging kijken en trof hem dood aan. Hij had zijn eigen drankje opgedronken want hij dacht dat het wijn was, het stond nog naast hem. Pater Matthias mocht bij Amina blijven als Philip weg was, maar Matthias was gelovig en wilde dat Amina geen magie, die ze dacht dat ze had, probeerde te gebruiken. Philip maakte hierna nog een aantal reizen, ieder met Schriften als loods er op. De reizen duurden lang en steeds zag Philip De Vliegende Hollander waarna het schip verbrandde, zonk, op een klip liep, enz. Schriften ging iedere keer mee, zette steeds de bemanning tegen Philip op en probeerde iedere keer zijn sieraad te stelen. Na iedere reis werd Philip sterker en een betere zeeman Op de op een na laatste reis ontmoette Philip Krantz wie zijn beste vriend en hulp werd. De laatste reis die maakte Philip op het schip de ‘’Utrecht’’, hij was kapitein en mocht zijn vrouw Amina meenemen. Ook pater Matthias ging mee, maar dan als passagier. Hij wilde naar het eiland Goa waar hij geboren was en in de kerk werkte. Het schip zag weer De Vliegende Hollander en verbrandde. De bemanning maakte een vlot voor iedereen. De passagiers waren al afgezet. Alle leden van de bemanning behalve Krantz en Philip van der Decken wilden hun goud mee. Toen ze op het vlot zaten zette Schriften iedereen tegen Philip en Krantz op en de bemanning maakte 's nachts uit angst dat Philip hun geld zou stelen het deel van het vlot van Amina los, zodat die weg dreef. Philip werd boos en duwde Schriften, die een heel grote vriend van Amina was geworden, van het vlot af toen hij weer zijn sieraad wilde stelen. Ze gaan met het vlot aan land en Philip en Krantz bouwen samen een hut. De rest van de bemanning is bang om bestolen te worden van het geld en durft niets te bouwen, zelf niet even weg te gaan om te eten. Ze gaan vechten met elkaar om het geld en vermoorden elkaar. Als er nog maar een van ze leeft schiet Krantz hem neer en begraaft het geld en de mensen. Hij en Philip gaan Amina zoeken en komen op een eiland waar en koning woont die Amina kende en met haar mocht trouwen als hij haar kon laten zien dat Philip van der Decken dood was. Ze was naar Goa gegaan, naar pater Matthias.
Philip wist te ontkomen van de pesterijen van Schriften die ook nog leefde en ging samen met Krantz naar Goa. Ze stoppen onderweg op een eiland, waar Krantz wordt opgegeten door een tijger, om water te halen. Alleen gaat Philip naar Goa en ziet Amina die hetzelfde uur op de brandstapel wordt vermoord omdat ze echte magie gebruikte. Philip wordt bij het zien ervan zo gek dat hij jaren en jaren krankzinnig op het eiland blijft en verzorgd wordt door Matthias. Als Philip zijn verstand weer terug heeft gaat wil hij de zee op om zijn missie af te maken. Hij is oud en slap geworden dus gaat als passagier met het schip Nostra Senhore da Monta. Hij maakt nu na het zien zo`n ruzie met Schriften dat ze samen op een reddingssloep worden gedumpt, ze roeien achter De Vliegende Hollander aan die ze niet kunnen inhalen. Als Philip Schriften vergeeft voor alles wat hij heeft gedaan stopt het spookschip en kan Philip zijn vader het sieraad geven. Zijn missie is volbracht, hij heeft zijn vader gered door een echte Christen te zijn door Schriften, de vermoorde en verdoemde stuurman van Philips vaders schip die zich mocht wreken door Philip tegen te werken die nu in het hiernamaals is. Het spookschip vergaat en alle leden en Philip met zijn vader zakken in de zee en stijgen op naar de hemel.

## Stijlfiguren
De enige flashback in dit verhaal is de brief en het verhaal van Catharina, de rest is chronologisch.